# 安德烈亚·梅内金
安德烈亚·梅内金（義大利語：Andrea Meneghin，1974年2月20日—），意大利男子篮球运动员。他曾代表意大利获得2000年夏季奥运会男子篮球比赛第五名。他也曾获得1999年欧洲篮球锦标赛冠军。